# Éthicien

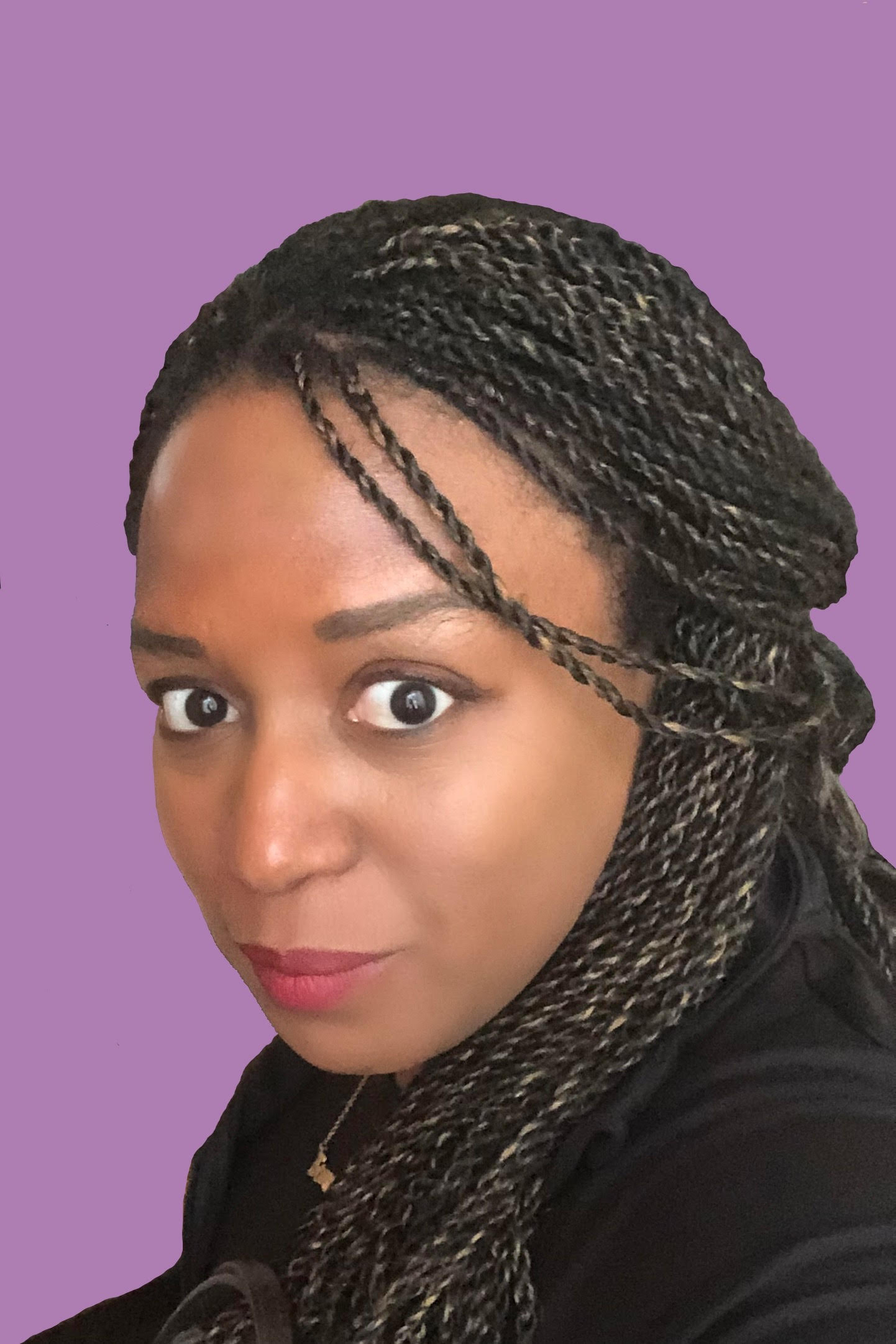
Ifeoma Ajunwa éthicienne et juriste à l'Université d'Atlanta

Un éthicien est une personne dont le jugement sur l’éthique et les codes d’éthique est reconnu par une communauté spécifique et qui s'exprime de manière à permettre à d’autres de s'approprier ou d’approximer ce jugement. Suivre les conseils des éthiciens est un moyen d’acquérir des connaissances (voir argumentation, argument d’autorité),. 
Dans les professions légales, le terme de juriste désigne un éthicien dont le jugement en matière de droit devient partie intégrante d'un code juridique ou a force de loi par le biais d'un autre mécanisme. Cela peut être dû à une reconnaissance officielle (de jure) de la part de l'autorité étatique. 
Certains juristes bénéficient d'un soutien moins formel (de facto) de la part d'une communauté. C'est notamment le cas dans le cadre de communautés religieuses. En droit islamique, par exemple, si une communauté suit (taqlid) une jurisprudence spécifique (fiqh) de la charia, elle reprend le jugement d’un juriste antérieur. Le droit canon catholique fonctionne de manière similaire. Ces juristes peuvent être des théologiens ou simplement des enseignants éminents. Pour ceux qui n'adhèrent pas à cette tradition, le juriste est simplement un éthicien avec lequel il peut plus librement être en désaccord et dont la contribution sur toute question est purement consultative. Dans certains cas cependant, le risque d'encourir une fatwa, une excommunication ou un autre forme de mise à l'écart de la part de leur communauté religieuse peut les inciter à prendre en compte ces conseils. 
Dans les facultés de théologie protestantes, l’éthique est enseignée dans une double perspective philosophique et théologique : la première approche pense l’éthique du point de vue de l’homme, tandis que la deuxième prend en compte la relation à Dieu et à sa volonté dans la compréhension de soi et du sens de l'action humaine. Les positions éthiques des éthiciens protestants résultent de cette confrontation entre la théologie, la philosophie et les sciences humaines.
En dehors des professions juridiques et des traditions spirituelles, les éthiciens sont généralement considérés comme des philosophes ou des médiateurs. 